# Boria
Boria – wieś w Polsce, położona w województwie świętokrzyskim, w powiecie ostrowieckim, w gminie Ćmielów.
Do 1954 roku siedziba gminy Ruda Kościelna. W latach 1954–1972 siedziba gromady Boria. W latach 1975–1998 miejscowość administracyjnie należała do województwa tarnobrzeskiego.
Wieś sołecka (zobacz jednostki pomocnicze gminy Ćmielów w  BIP).
Wierni Kościoła rzymskokatolickiego należą do parafii św. Rozalii w Podgórzu.

## Części wsi
| SIMC    | Nazwa            | Rodzaj    |
| ------- | ---------------- | --------- |
| 0789358 | Wyrzykowszczyzna | część wsi |

## Historia
Boria – w dokumentach źródłowych występuje jako „Borznia”(!) – 1426 ,„ Bonya”  – 1508, „Borvya”, „Bvria” – 1529 (Liber Retaxationum 27, 448), „Bomya” (!) 1564–65 „Boruya”, „Borya” – 1787,  „Borya” 1880.

W roku 1578 odnotowano pobór we wsi Boruya, płaca wówczas Kormański i Uliński, od 21½ łana kmiecego, 6 zagrodników z rolą, 4 komorników ubogich i 9 rzemieślników, natomiast Krzyżanowski od 1 osoby, ½ łana, 3 zagrodników, 3 komorników, 3 ubogich, 8 rzemieślników, 1 łan wykazano jako pusty.
W wieku XIX wieś i folwark nad rzeką Kamienną w powiecie opatowskim, gminie Ruda Kościelna parafia Bałtów. 
- 1827 spisano 16 domów, 104 mieszkańców
- 1880 domów było 30 mieszkańców 234, ziemi dworskiej 2009 mórg, włościańskiej 453.
- 1900 opisano wieś jako występującą w powiecie iłżeckim gminie Ruda Kościelna było wówczas  domów 120 domów, 555 mieszkańców ziemi 1436 mórg.[9]
- 1921 w gminie Ruda Kościelna spisano: Boria – wieś domów 73, mieszkańców 455 w tym 40 osób pochodzenia żydowskiego.

### Etymologia
Pochodzenie nazwy nie jest jednoznaczne. Zdaniem autorów Nazw miejscowych Polski pod red. prof Rymuta  niewykluczone, że jest to nazwa równa nazwie osobowej Boruja lub pochodząca od imienia typu Borzygniew, Borzyslaw. Zmiana w Boria niejasna.